# BD−10°3166
BD-10°3166 är en ensam stjärna i mellersta delen av stjärnbilden Bägaren. Den har en skenbar magnitud av ca +10,28 och kräver ett teleskop för att kunna observeras. Baserat på parallax enligt Gaia Data Release 1 på ca 10,0 mas beräknas den befinna sig på ett avstånd av ca 268 ljusår (ca 82 parsek) från solen. Den rör sig bort från solen med en heliocentrisk hastighet av ca 26 km/s. Avståndet som uppmätts av Gaiasonden utesluter att en föreslagen följeslagare, LP 731-076, är dess sanna dubbelstjärna.

## Egenskaper
BD-10°3166 är en gul till vit stjärna i huvudserien av spektralklass K3 V. Den har en massa av ca 0,94 solmassa, en radie av ca 0,9 solradie och avger från dess fotosfär ca 0,56 gånger så mycket energi som solen vid en effektiv temperatur av ca 5 300 K.
Stjärnan är mycket berikad med metaller och är två till tre gånger så metallrik som solen. Planeter är vanliga kring sådana stjärnor, och BD−10°3166 är inget undantag. 

## Planetsystem
År 2000 upptäckte California and Carnegie Planet Search en exoplanet av Jupiter-typ som har en minsta massa mindre än hälften av Jupiters, och som bara tar 3,49 dygn som kretsar kring stjärnan.
| Planet | Massa            | Halv storaxel (AE) | Siderisk omloppstid (d) | Excentricitet | Inklination | Radie     |
| ------ | ---------------- | ------------------ | ----------------------- | ------------- | ----------- | --------- |
| b      | 0.458 ± 0,039 MJ | 0,0452 ± 0,0026    | 3,48777 ± 0,00011       | 0,019 ± 0,023 | -           | 1,03 ± RJ |